# Olga Esina
Scènes principales
Opéra national de Vienne
Olga Esina ['olgɑ 'jesinɑ] (en russe Ольга Есина), née en 1986 à Léningrad, est une danseuse russe. Elle est étoile du ballet de l’Opéra de Vienne.

## Les débuts
Olga Esina intègre en 1996 l'Académie de ballet Vaganova à Saint-Pétersbourg. Elle y fait l'apprentissage de la danse pendant les huit ans, que le programme scolaire prévoit. À titre de comparaison, l'enseignement de l'École de danse de l'Opéra de Paris est organisé en six divisions, donc six années.
Par la suite, en 2004, elle entre dans le Ballet du Théâtre Mariinsky, où elle se perfectionna auprès d'Olga Moiseeva. 
Elle a reçu, pour son interprétation du Lac des cygnes, le prix Benois de la danse 2006.

## Danseuse étoile
La même année, elle intègre le Ballet de l’Opéra de Vienne comme Solotänzerin, à l'époque le grade le plus élevé dans ce ballet.
Olga Esina est promue Erste Solotänzerin, danseuse étoile, en 2010, juste au moment où Manuel Legris est devenu directeur de ballet de l’Opéra de Vienne. En fait celui-ci a créé le nouveau grade « Erster Solotänzer » dans ce ballet.
Manuel Legris, qui a fait ses adieux comme étoile du Ballet de l'Opéra national de Paris en mai 2009, suit les répétitions d'Olga Esina.

## Sur scène
Olga Esina est célèbre notamment dans les rôles d'Odette et Odile dans Le Lac des cygnes, comme Reine des dryades dans  Don Quichotte ou comme la Fée des Lilas dans La Belle au bois dormant.
Olga Esina se produit constamment lors du concert du nouvel an à Vienne le 1er janvier, récemment en 2015 dans une chorégraphie de Davide Bombana. 
La retransmission de ce concert contient une chorégraphie remplissante l'entracte, qui est diffusée à travers le monde pour une audience estimée à 50 millions de personnes dans 72 pays.

## Style
Olga Esina représente en danse classique le style français se caractérisant par son élégance et son naturel.
« Si on ne devait citer qu'un nom ce serait celui d'Olga Esina, qui magnifie la danse par un style d'une rare élégance. »

## Son rôle de rêve
Sur la distribution d'Olga Esina dans les rôles d'Odette et Odile à l'occasion d'un hommage a Manuel Legris, qui a lieu les 1er et 2 mars 2014 au palais des congrès de Paris, Aurélie Bertrand commente d'avance :
« Olga Esina, la star du Ballet de Vienne, est un Cygne idéal. »
Elle explique dans des interviews, qu'elle préfère beaucoup Odile à Odette, même si elle est considérée par le public comme Odette parfaite.Odile soit le rôle, nettement plus difficile techniqument avec des 32 fouttés, mais plus proche à lui qu'Odette.[pas clair]
Olga Esina est perçue surtout comme Odette en raison de sa beauté,,.

## Vie privée
Olga Esina épouse Kirill Kourlaev, étoile du ballet de l’Opéra de Vienne en mai 2014.

## Récompenses
- 2006 : prix Benois de la danse
- 2012 : prix Benois de la danse[15]

## Répertoire
- Le Lac des cygnes : Odette / Odile
- Apollon musagète : Terpsichore
- Manon : Manon
- La Bayadère : Nikiya, Gamzatto
- Raymonda : Raymonda
- Paquita : Paquita
- Anna Karénine : Anna